# 托米·羅布雷多
托米·罗布雷多·加西斯（西班牙語：Tommy Robredo Garcés，1982年5月1日—），已退役的西班牙職業網球運動員，在2006年5月8日，首度進入男單前十，截至目前最高單打排名為世界第5，目前擁有的單打冠軍為12個。
他在2006年奪得漢堡大師賽冠軍，是他目前ATP大師系列賽唯一的單打冠軍。
也代表西班牙參加台維斯盃與霍普曼盃，幫助西班牙奪得2002年、2010年霍普曼盃冠軍。

### ATP大師賽（Masters Series）單打

#### 冠軍（1）
| 年份 | 賽事 | 場地 | 對手       | 比分           |
| 2006 | 漢堡 | 紅土 | 斯泰潘內克 | 7-5, 63-7, 6-3 |

## 外部連結
- 官方网站
- 托米·羅布雷多（英文/西班牙文）的官方資料
- 托米·羅布雷多的國際網球總會 職業／青少年 官方資料（英文）
- 托米·羅布雷多的官方資料（英文）
- Tommy Robredo blog[永久]
- 官方網站 （页面存档备份，存于）（西班牙文）
- 球迷網站（英文）